# Urocitellus undulatus
Que signifie Urocitellus undulatus?
Espèce
Statut de conservation UICN

 LC  : Préoccupation mineure
Le nom scientifique Urocitellus undulatus peut sembler peu commun et ne donne pas d'indication évidente sur l'origine ou les caractéristiques de l'espèce. Une recherche sur ce nom révèle qu'il désigne le spermophile à longue queue.
Qu'est-ce que le Souslik de Parry?
Le Souslik de Parry (Urocitellus undulatus) est un écureuil terrestre de la famille des Sciuridés. 
Il vit surtout dans les steppes du sud de la Sibérie dans l'Altaï et du nord de la Mongolie.